# محوطه تنگ یورد بولاغ
محوطه تنگ یورد بولاغ مربوط به دوره صفوی است و در شهرستان پاکدشت، بخش مرکزی، روستای توچال واقع شده و این اثر در تاریخ ۱ مهر ۱۳۸۲ با شمارهٔ ثبت ۱۰۳۲۶ به‌عنوان یکی از آثار ملی ایران به ثبت رسیده است.